# Harold Carter
Pour les articles homonymes, voir Carter.
Harold Mark Carter, baron Carter de Haslemere, (né le 12 septembre 1958) est un avocat britannique, pair à vie et membre crossbencher de la Chambre des lords.

## Biographie
Il est avocat général du 10 Downing Street et conseiller au Gray's Inn.
Il est nommé compagnon de l'Ordre du bain (CB) dans le cadre des honneurs du Nouvel An 2015 pour les services aux services juridiques du gouvernement et les services à la communauté de Guildford, Surrey.
En 2019, il est créé pair à vie avec le titre de baron Carter de Haslemere, de Haslemere dans le comté de Surrey, le 30 octobre,.